# Volkswagen Golf 4
Volkswagen Golf IV — четверте покоління автомобіля компактного класу Volkswagen Golf, що випускалося концерном Volkswagen з 1997 по 2006 рр.

## Опис моделі

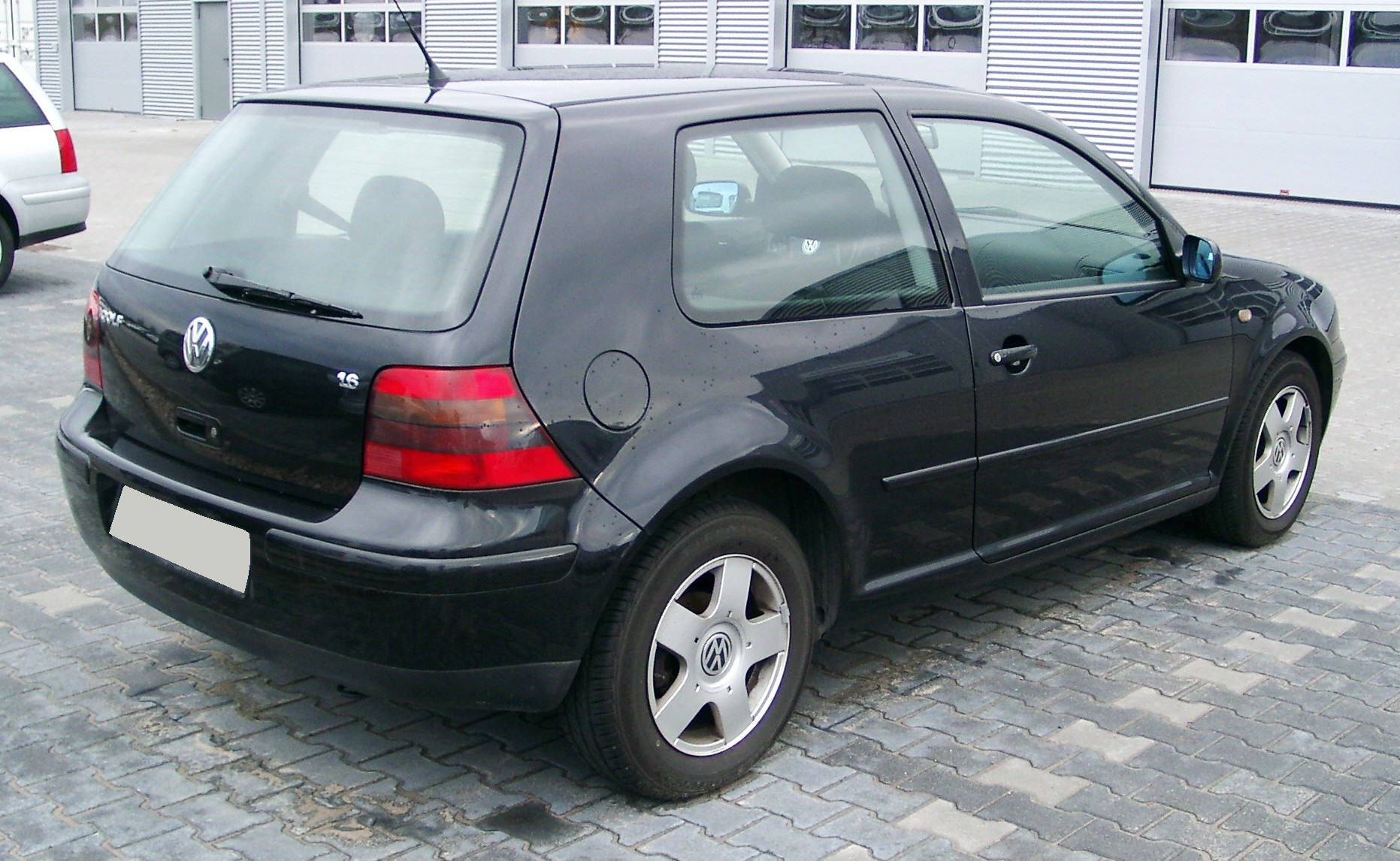
Volkswagen Golf IV 3дв.

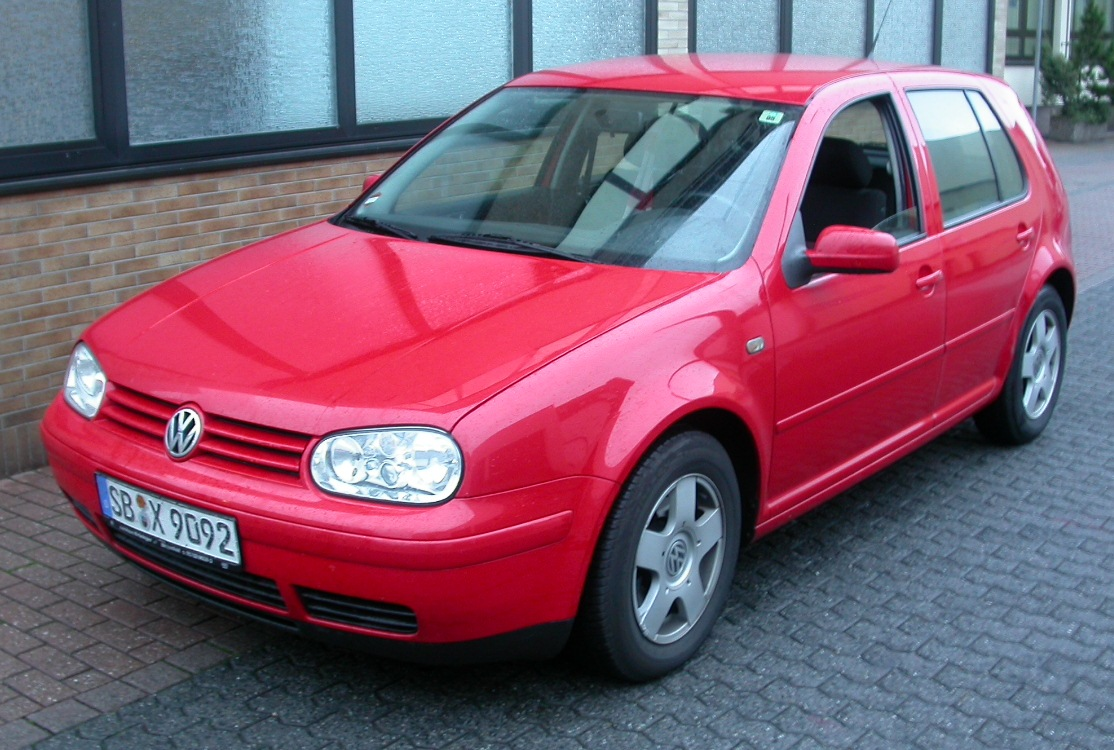
Volkswagen Golf IV Highline 5дв.

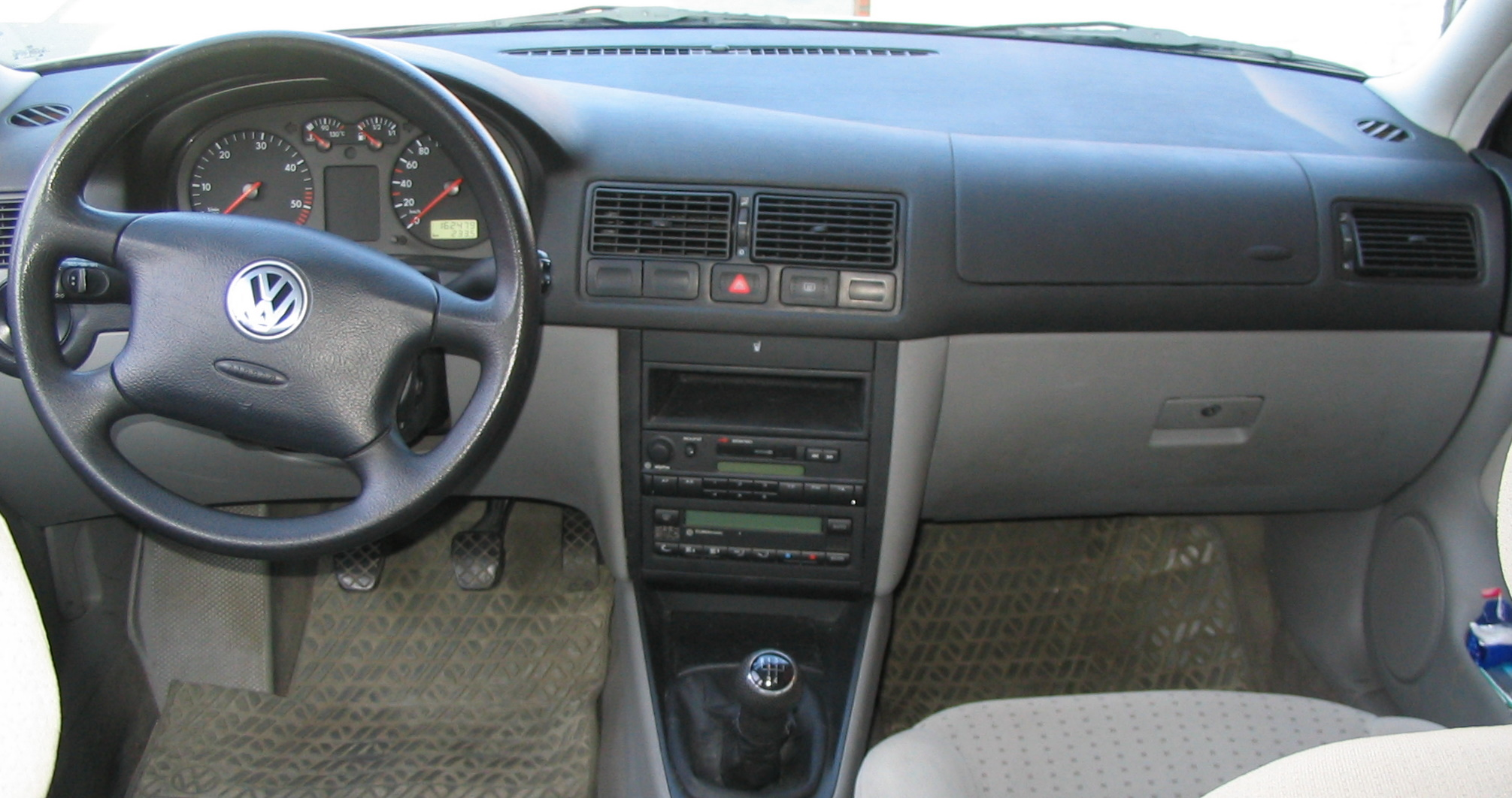
Салон Volkswagen Golf IV

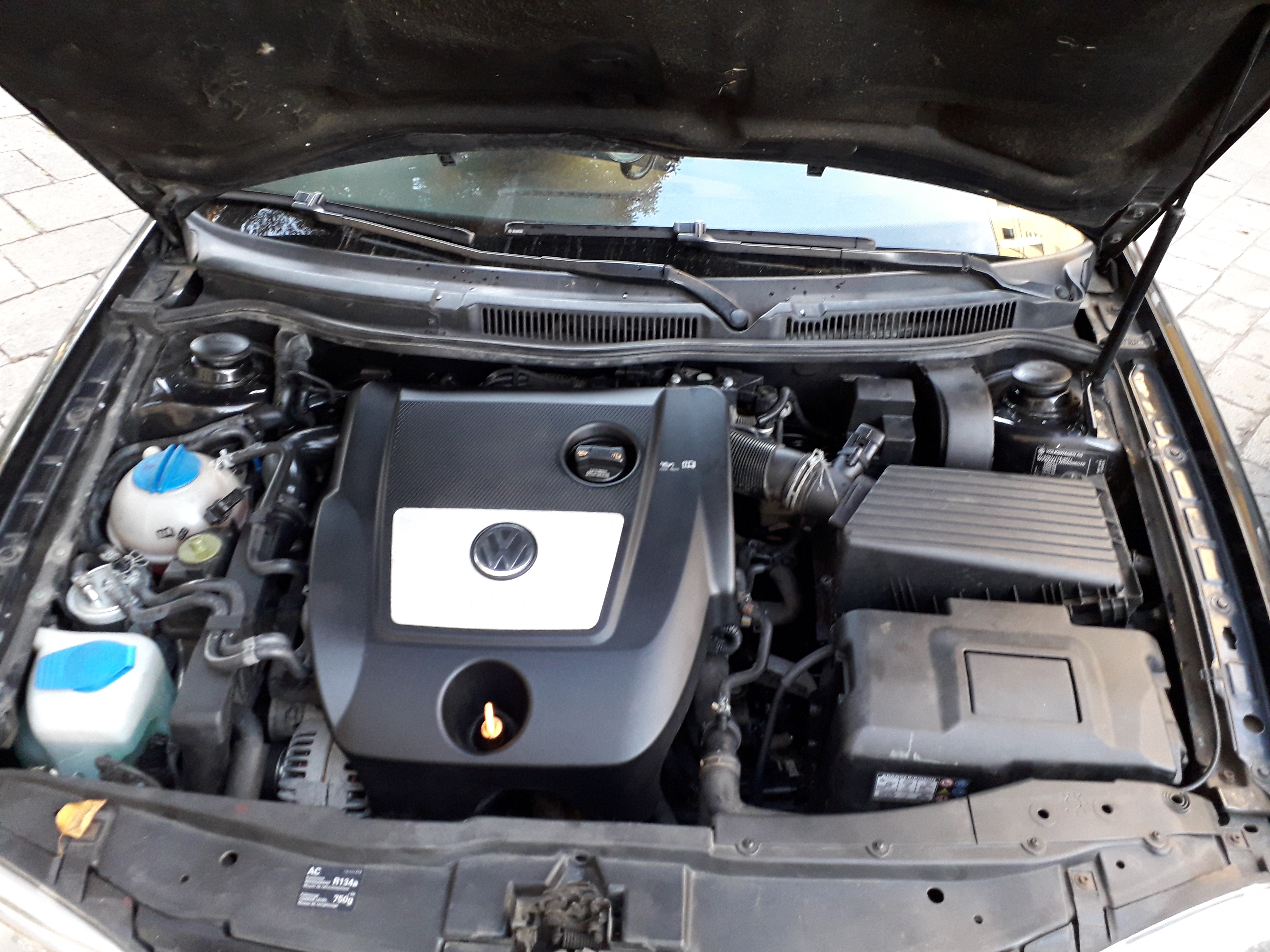
Двигун 1.9TDI (AXR) VW Golf IV

У серпні 1997 року відбулася прем'єра Golf IV. Зберігши загальні пропорції, Golf IV став більшим і важчим. Його довжина збільшилася до 4149 мм (131 мм), ширина - до 1735 мм (30 мм), а база - до 2511 мм (39 мм). За задумом конструкторів автомобіль повинен був вийти не дуже витонченим і зберегти масовість.
Вперше на невеликих автомобілях Volkswagen застосували кузов, повністю виготовлений з оцинкованої сталі, що дозволило виробникові давати 12-річну гарантію від наскрізної корозії. Суттєвій переробці піддалася і ходова частина - Volkswagen зробив одне універсальне шасі відразу для всіх своїх автомобілів подібного класу - Audi A3, Skoda Octavia, Seat Toledo і навіть Audi TT.
Вражає список стандартного оснащення: АБС, фронтальні надувні подушки безпеки для водія і пасажира, дві бічні подушки в спинках передніх сидінь, дискові гальма на всіх колесах (передні вентильовані), підсилювач рульового управління із змінним передавальним числом і зусиллям на кермі, регульоване по висоті сидіння водія, пиловий фільтр повітря в системі вентиляції, підголовники на задніх сидіннях, пофарбовані в колір кузова бампери, ґрати радіатора і зовнішні дзеркала заднього виду. За бажанням, на центральній консолі клієнт може встановити навігаційну систему з рідкокристалічним дисплеєм.

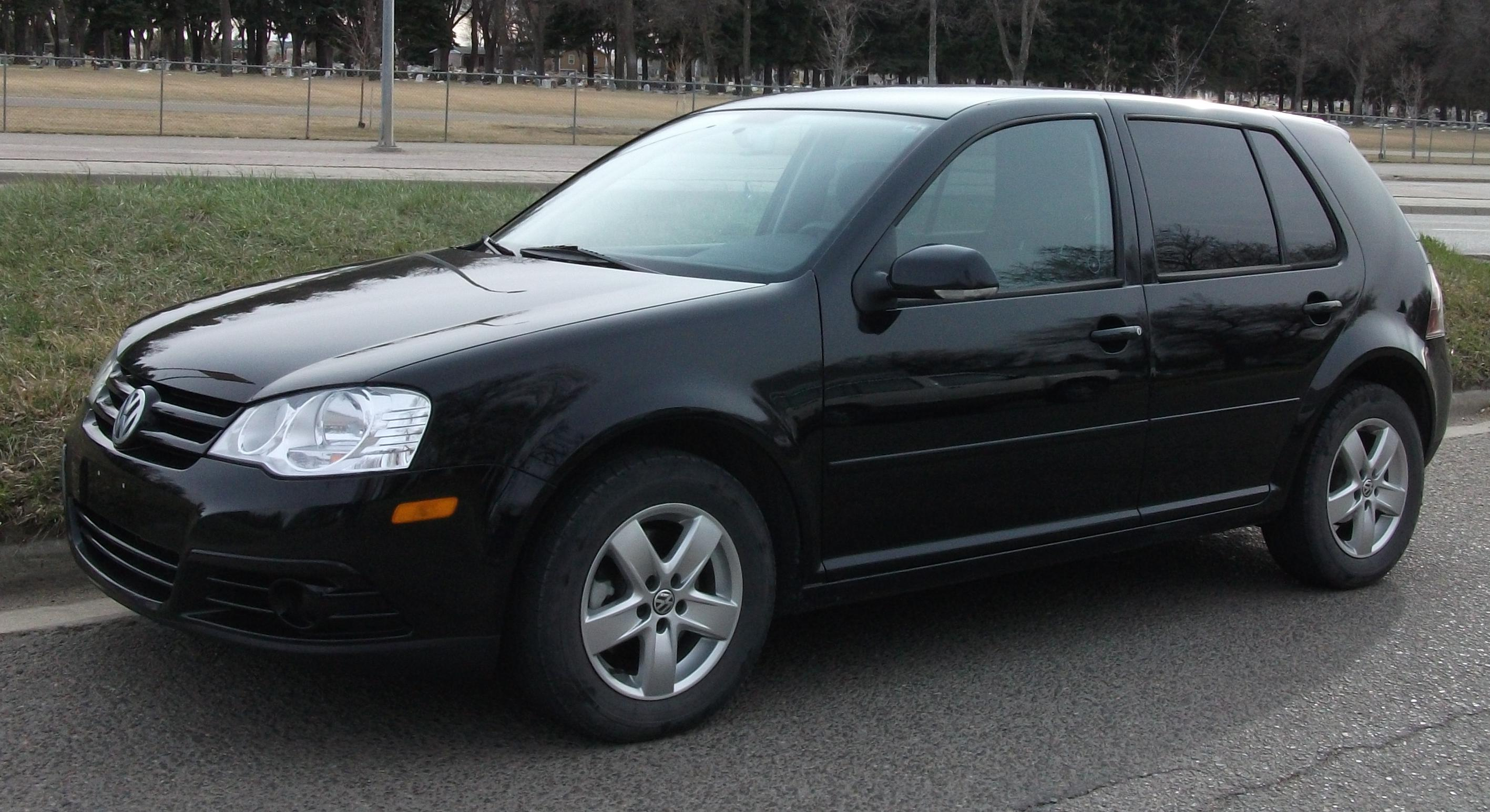
Volkswagen City Golf

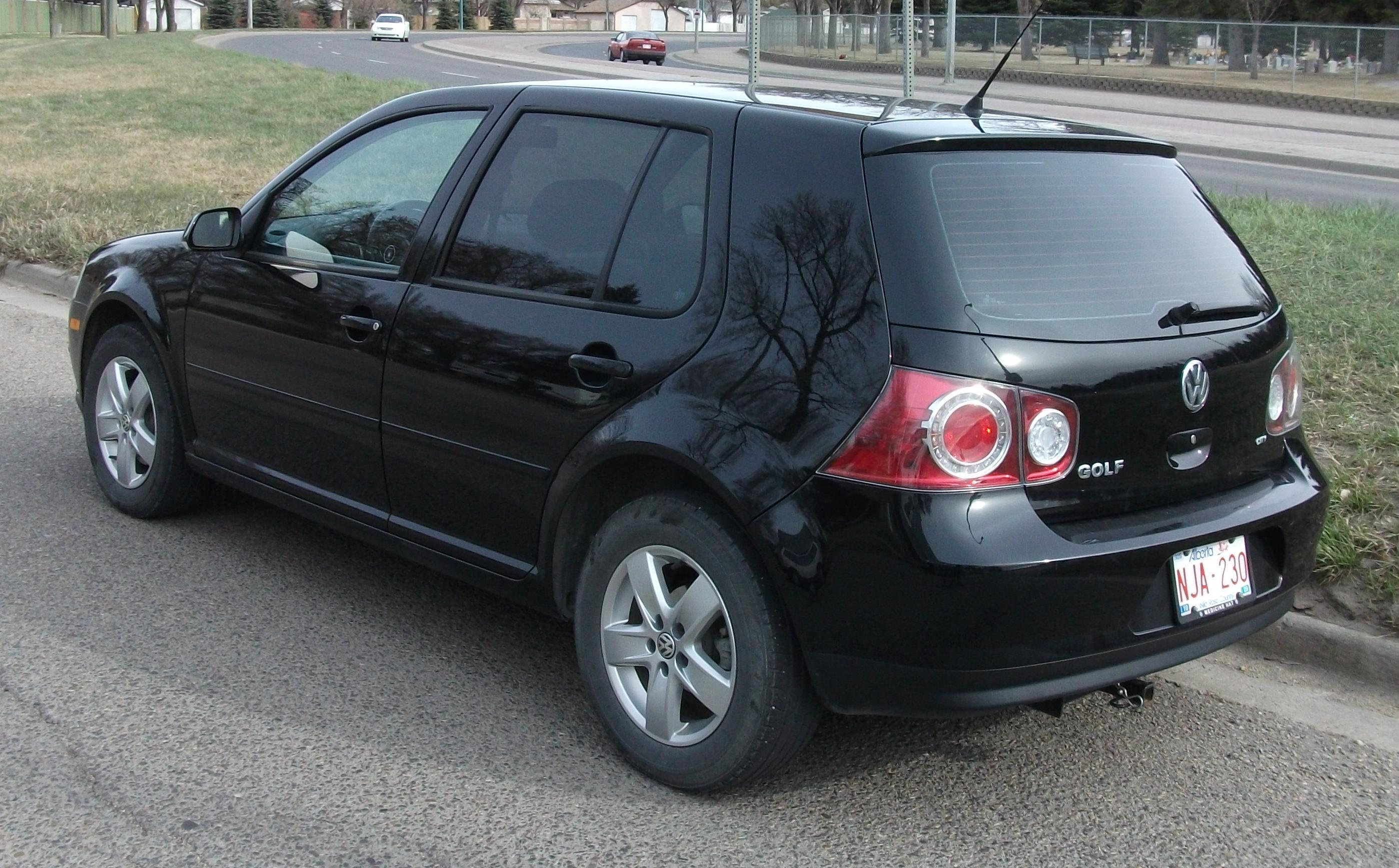
Volkswagen City Golf

Golf IV має 3-х і 5-ти дверні кузова типу хетчбек і оснащується чотирициліндровими бензиновими і дизельними двигунами потужністю 68-180 к.с. Крім базової, існує чотири основні варіанти комплектації: Trendline, Comfortline, Highline і GTI.
У четвертому поколінні поняття GTI виродилося в позначення комплектації. Golf GTI міг бути 115 - та 125-сильним (з атмосферними двигунами 2.0 л та 1.8 л), а з надувом - 150 - і навіть 180-сильним. Був навіть дизельний GTI 1.9 (150 к.с.). Середньоарифметичний 150-сильний GTI витрачав на розгін до сотні вісім секунд і розвивав 216 км/год.
У 1998 році випущена версія з повним приводом 4motion, на яку встановлюється V-подібний шестициліндровий двигун об'ємом 2,8 л і потужністю 204 к.с., а також повнопривідна трансмісія 4Motion. У серійне оснащення V6 4Motion входять також 16-дюймові легкосплавні колісні диски, низькопрофільні шини, хромований двотрубний глушник.
У гамі двигунів також був 2.3 V5 (150-170 к.с.). До нього можна було замовити повнопривідну трансмісію.
Седан, створений в 1998 році на платформі Golf IV, називається Bora, а не Jetta IV або Vento II, як можна було б очікувати. Втім, за основу при його створенні було взято лише шасі Golf IV, у цілому ж і кузов, і його наповнення були кардинально перероблені, в результаті чого Bora виявилася класом трохи вище Golf IV, а значить і не може розглядатися як його повноцінний варіант.

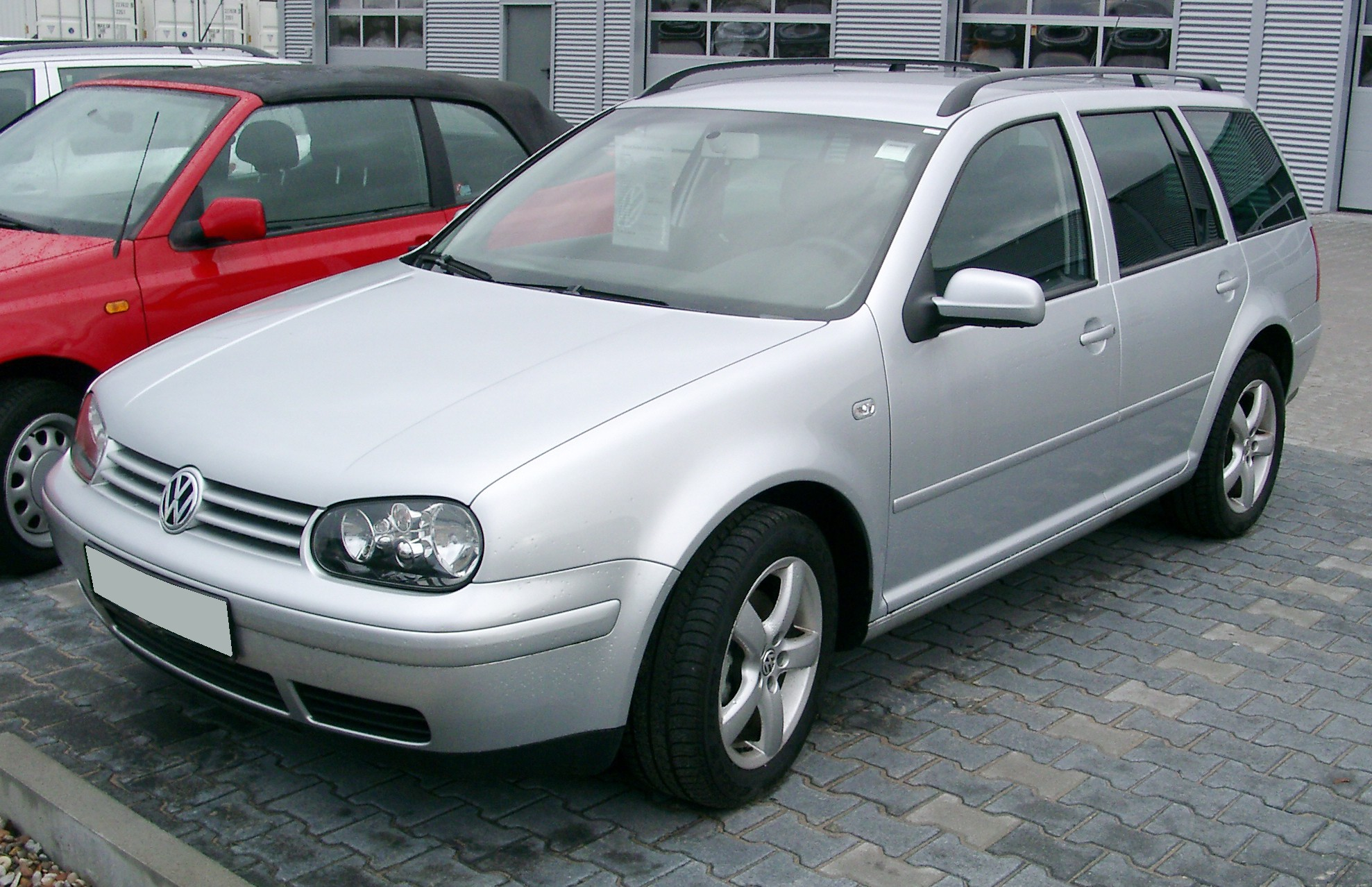
Volkswagen Golf IV Variant (1999-2006)

В 1999 році представленна версія універсал, яка отримала назву Golf IV Variant.
9 липня 2001 року почалися продажі Golf eGeneration. Заводська комплектація Golf eGeneration включає міні-комп'ютер Hewlett-Packard Jornada 548 PDA, мобільний телефон Nokia 6210 і MP3-плеєр. Автомобіль продавався тільки на території Німеччини, причому всі машини були одного кольору - синій металік "равенна" і з одним типом кузова - п'ятидверний хетчбек.
Golf IV випускався до 2003 року, коли його змінив новий Golf V, проте версії Golf IV Cabrio і Variant ще продовжували випускатися аж до 2006.
На четверте покоління Гольфу припав 25-річний ювілей моделі, саме Golf IV перевершив за кількістю легендарного «Жука» (понад 21,5 мільйона) і привласнив собі титул масового німецького автомобіля. З 1997-го по 2003 роки Volkswagen виготовив 4,3 мільйона Golf IV.

## Golf R32

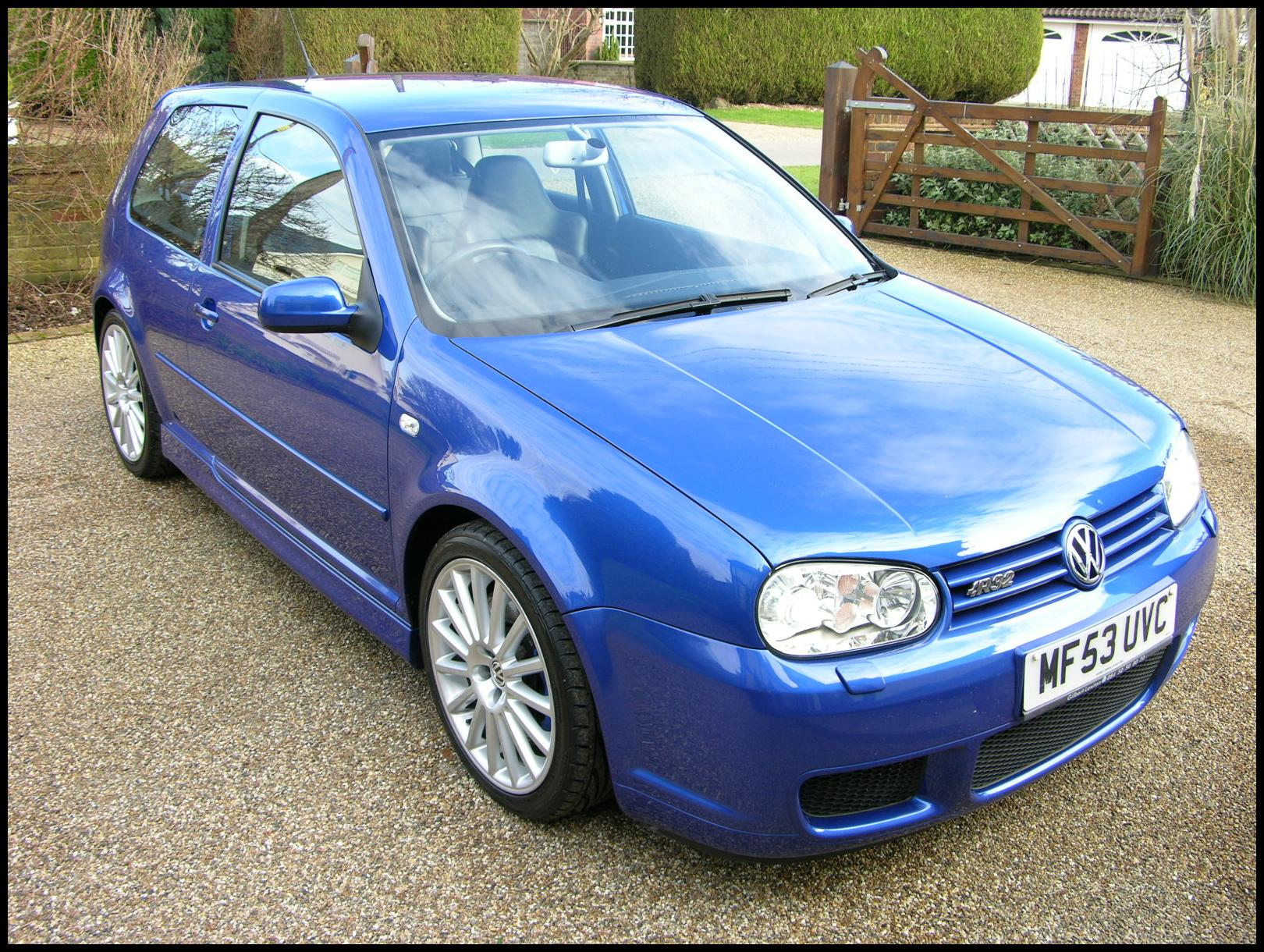
Volkswagen Golf IV R32 (2002-2004)

Саме четвертому Гольфу судилося перевершити божевільний Golf II G60 Rallye - в 2002 році німці представили неймовірний Golf IV R32. Оснащений 3,2-літровим шестициліндровим двигуном потужністю 241 к.с. і повнопривідною трансмісією Haldex, R32 відібрав у Golf II G60 Rallye звання найшвидшого Гольфа (6.6 с до 100 км/год). Тоді ж Volkswagen став ставити на серійні автомобілі революційну коробку DSG з двома зчепленнями.

## Двигуни
| Двигун                       | Об'єм [см³] | Тип двигуна | Код двигуна                 | Циліндри /клапани | Потужність [к.с./кВт] при об/хв | Крутний момент [Нм] при об/хв | Роки виробництва |            |            |
| Бензинові:                   | Бензинові:  | Бензинові:  | Бензинові:                  | Бензинові:        | Бензинові:                      | Бензинові:                    | Бензинові:       | Бензинові: | Бензинові: |
| ---------------------------- | ----------- | ----------- | --------------------------- | ----------------- | ------------------------------- | ----------------------------- | ---------------- | ---------- | ---------- |
| 1.4 16V                      | 1390        | R4          | AHW, AXP, BCA AKQ, APE, AUA | 4/16              | 75 (55)/5500                    | 128/3300                      | 1997 - 2004      |            |            |
| 1.6                          | 1595        | R4          | AEH, AKL, APF               | 4/8               | 101 (74)/5600                   | 145/3800                      | 1997 - 2000      |            |            |
| 1.6                          | 1595        | R4          | AVU, BFQ                    | 4/8               | 102 (75)/5600                   | 148/3800                      | 2000 - 2006      |            |            |
| 1.6 16V                      | 1598        | R4          | AUS, AZD ATN, BCB           | 4/16              | 105 (77)/5700                   | 148/4500                      | 2000 - 2006      |            |            |
| 1.6 FSI                      | 1598        | R4          | BAD                         | 4/16              | 117 (86)/5800                   | 155/4400                      | 2001 - 2006      |            |            |
| 1.8 20V/ 1.8 4Motion         | 1781        | R4          | AGN                         | 4/20              | 125 (92)/5900                   | 170/3500                      | 1997 - 2003      |            |            |
| 1.8 20V T GTI                | 1781        | R4          | AGU,                        | 4/20              | 150 (110)/5500                  | 210/2200-4200                 | 1998 - 1999      |            |            |
| 1.8 20V T GTI                | 1781        | R4          | ARZ, AUM                    | 4/20              | 150 (110)/5500                  | 210/1750                      | 2000 - 2003      |            |            |
| 1.8 20V T GTI                | 1781        | R4          | AUQ,                        | 4/20              | 179 (132)/5500                  | 235/1950-4700                 | 2001 - 2006      |            |            |
| 2.0                          | 1984        | R4          | AEG, APK, AQY               | 4/8               | 116 (85)/5200                   | 170/2400                      | 1999 - 2001      |            |            |
| 2.0/ 2.0 4Motion             | 1984        | R4          | AZJ, AZH                    | 4/8               | 116 (85)/5400                   | 172/3200                      | 2001 - 2006      |            |            |
| 2.3 VR5 GTI/ 2.3 4Motion     | 2324        | VR5         | AGZ                         | 5/10              | 150 (110)/6000                  | 205/3200                      | 1997 - 2000      |            |            |
| 2.3 20V VR5 GTI/ 2.3 4Motion | 2324        | VR5         | AQN                         | 5/20              | 170 (125)/6200                  | 220/3300                      | 2000 - 2003      |            |            |
| 2.8 24V VR6 4Motion          | 2792        | VR6         | AQP, AUE                    | 6/24              | 204 (150)/6000                  | 270/3200                      | 1999 - 2002      |            |            |
| 2.8 24V VR6 4Motion          | 2792        | VR6         | BDE                         | 6/24              | 204 (150)/6000                  | 270/3200                      | 2002 - 2005      |            |            |
| 3.2 24V VR6 4Motion          | 3189        | VR6         | BFH,BML                     | 6/24              | 241 (177)/6250                  | 320/2800                      | 2002 - 2004      |            |            |
| Дизельні:                    |             |             |                             |                   |                                 |                               |                  |            |            |
| 1.9 SDI                      | 1896        | R4          | AGP, AQM                    | 4/8               | 68 (50)/4200                    | 133/2200-2600                 | 1997 - 2006      |            |            |
| 1.9 TDI                      | 1896        | R4          | AGR, ALH                    | 4/8               | 90 (66)/4000                    | 210/1900                      | 1997 - 2003      |            |            |
| 1.9 TDI 4Motion              | 1896        | R4          | AGR                         | 4/8               | 90 (66)/4000                    | 210/1900                      | 1998 - 2002      |            |            |
| 1.9 TDI                      | 1896        | R4          | ATD, AXR насос-форсунки     | 4/8               | 101 (74)/4000                   | 240/1800-2400                 | 2000 - 2006      |            |            |
| 1.9 TDI 4Motion              | 1896        | R4          | ATD насос-форсунки          | 4/8               | 101 (74)/4000                   | 240/1800-2400                 | 2000 - 2005      |            |            |
| 1.9 TDI                      | 1896        | R4          | AHF, ASV                    | 4/8               | 110 (81)/4150                   | 235/1900                      | 1997 - 2002      |            |            |
| 1.9 TDI/ 1.9 TDI 4Motion     | 1896        | R4          | AJM насос-форсунки          | 4/8               | 116 (85)/4000                   | 285/1900                      | 1998 - 2000      |            |            |
| 1.9 TDI/ 1.9 TDI 4Motion     | 1896        | R4          | AUY насос-форсунки          | 4/8               | 116 (85)/4000                   | 310/1900                      | 1999 - 2001      |            |            |
| 1.9 TDI/ 1.9 TDI 4Motion     | 1896        | R4          | ASZ насос-форсунки          | 4/8               | 131 (96)/4000                   | 310/1900                      | 2001 - 2006      |            |            |
| 1.9 TDI GTI/ 1.9 TDI 4Motion | 1896        | R4          | ARL насос-форсунки          | 4/8               | 150 (110)/4000                  | 320/1900                      | 2000 - 2003      |            |            |

## Комплектації
- Basis
- Trendline
- Comfortline
- Highline
- Exclusive (в GTI)
- GTI 25th Anniversary Edition (2002)
- GTI 20th Anniversary Edition (2003)
- R32
- Generation (1999)
- Pacific
- Color Concept (2003)
- Ocean
- Special